# الشفا
الشفا هو مركز تابع لمحافظة الطائف بمنطقة مكة المكرمة غرب المملكة العربية السعودية. ويشتهر الشفا بطبيعته الجميلة ويعتبر من أهم المصائف الموجودة بالمملكة العربية السعودية. حيث يقصده السياح باستمرار من جميع الدول وخصوصًا من دول الخليج العربي الذين يرتادونه باستمرار لقضاء الإجازة الصيفية، وهو من أجمل وأروع مصايف المملكة. وينقسم الى قسمان رئيسيان وهما مركز شفا هذيل وتسكنه قبائل هذيل. ومركز شفا بني سفيان وتسكنه قبيلة ثقيف. يفصل بينهم طريق الشفا الرئيسي.

## تاريخيا
لم يذكر الشفا تاريخيا كمنطقة منفصلة عن سروات الطائف في الجاهلية وصدر الإسلام. وفي منطقة الشفا العديد من القرى القديمة والبيوت العتيقة والحصون العالية التي تدل على عراقة المنطقة تاريخيا بالإضافة الى عدد من الجبال والاودية الشهيرة التي تذكر بأسمائها المختلفة في بعض اشعار العرب القديمة والحديثة.

## موقعه
تمتد حدوده من وادي عرضة وبلاد قريش شمالًا إلى جبال تهامة - شديدة الانحدار - جنوبا ومن بلاد عوف وثمالة الأزدية - المجاورة لخط الجنوب - شرقًا إلى بلاد كنانة. ومركزه الرئيسي وادي الفرع - وتبلغ مساحة الفرع ما يقارب عشرة آلاف كيلومتر مربع ويبعد عن مدينة الطائف حوالي ثلاثين كيلومترًا إلى الجنوب الغربي، وموقعه هذا على جبال سراة الحجاز والتي تحيط بجبل غزوان التي تقع عليه مدينة الطائف ووقوعه على شفير تهامة اكسبه جمالًا بديعًا وجوًا لطيفًا، ويرتفع الشفا 2240 متر عن سطح البحر وأطول قمة فيه هي قمة جبل دكا ويربط الشفا بخط معبد مع الطائف ويتم الآن إنشاء خط المحمدية الذي يربطها مع مكة وجدة.

## نباتات شهيرة
يشتهر الشفا بعدة نباتات وذلك لجودة انتاجها وطعمها المميز وأغلب النباتات الموجودة بالشفا صيفية نظرًا لطبيعة الشفا ذات المكان المرتفع والجو المتميز بالصيف مثل:-
- الورد الشفوي ويستخرج من اجود أنواع عطور الورد بالعالم
- الرمان
- العنب
- التين الشوكي (يسمى البرشومي)
- الخيار
- الطماطم
- الزيتون (الذي يتواجد طبيعيًا دون تدخل بشري)
- اللوز البري
- التوت

## جبال الشفا
- جبل دكا: وهو أعلى جبال الحجاز ارتفاعًا ويتجاوز ارتفاعه 2500 متر فوق سطح البحر.
- جبل ساق
- عقبة الشفا
- جبل قرنيت
- عقبة المحمدية

## القرى وسكانها
وينقسم الشفا الى قسمين أساسيين يسكنها قبيلة هذيل وقبيلة ثقيف وعدة قرى وهي بالتقسيم التالي :

### قرى قبيلة الطلحات منهذيل:
| - قرية المخاضة - المخابة - القامة - الحيط الأسفل - الحيط الأعلى - وادي قاوة | - مرثاق - قرية الحصن - الهدبا - أخماس - قرية خميس |

### قرى قبيلة بني خالد منهذيل:
| - قرية المحطة - النظرة - الغريف - الصار - شرقبة - قرية غميرة - قرية الخشعة - قرية المعمار - قرية الشعاب | - قرية المخطر - الشقرا - البويرة - البيضا - السمون - قرية الحوايا - قرية الشعب - قرية الفبيات |

### قرى قبيلة السوالمة منهذيل:
| - قرية الاسروعة - الخصيبان - ريع المحرم - جبل شعار - وادي سحبان | - الكوثر - قرية الحدب - أعلف - فاس |

### قرى قبيلة ال زيد منهذيل:
- ريع المزرق
- الشطى
- المجبة الوسطى
- الفصلة
- المعتمه
- سعيا
- سراة جبال تملك
- المجبة العليا
- قرية الطرطفة

### قرى قبائل ال مناع منهذيل:
قبائل ال مناع وهم - الحميدي والبقيلي وال زيدان.
- الصلحة
- صماصم
- الكهلان
- الشعب الأسفل
- الشعب الأعلى
- وادي المضاحي
- الحنجور
- وادي الشرف (قمة جبل دكا)
- طف ثور
- الحجاء
- العدفة
- القرارة
- العرش
- الضباب
- الحدب
- الحدبان
- كبشان
- أم رباح
- دحلة حمدان
- وادي الرحية

### أوديةهذيلفي الشفا
- وادي المخاضة
- وادي الفرع
- وادي شرس
- وادي خماس
- وادي القامة
- وادي الحيط
- وادي قاوة
- وادي الشرف ( قمة جبل دكا )
- وادي سقام
- وادي وجرة
- وادي المحمدية

### قرى بني سفيان منثقيف:
- الشرافية
- الضمرين
- الشليات
- الشعب
- الشراء
- الأجبل
- النفعة
- الحيط
- راس حرجل
- المقلب
- اسفل الحيط
- السلمة
- الشعبة
- السيل
- شقرا السفلى
- الاقيلح
- المحوله
- سلامة
- ال حمود
- مسيمير
- وحضة
- الحسة
- القفيف
- غراء العين
- الشقيات
- شقراء العليا
- جناب يزيد
- مطر
- الحرف
- ال جمعة

### أوديةثقيففي الشفا

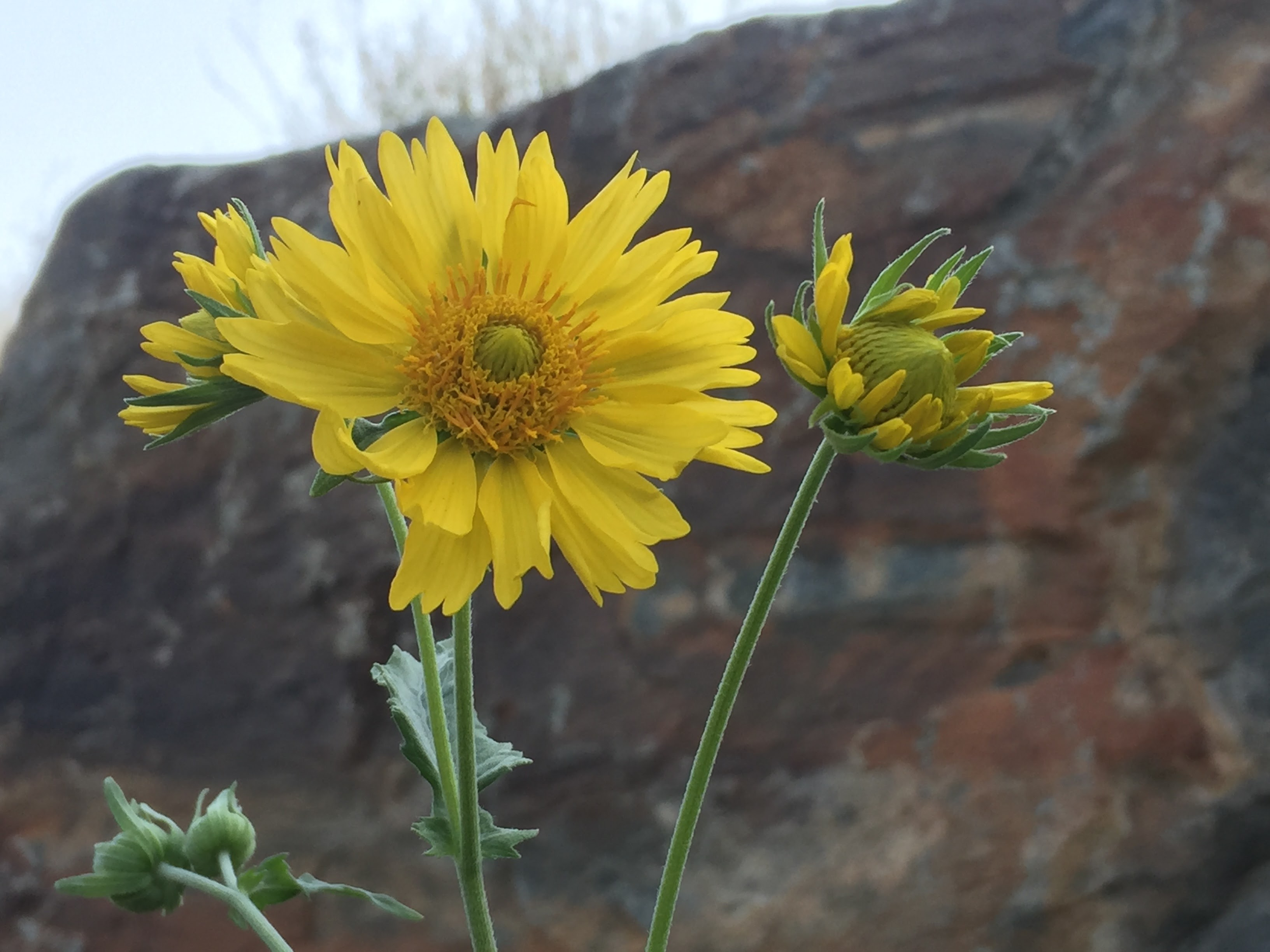
زهرة دوار الشمس بلونها الأصفر المُزهر في الشفا

- وادي الفرع
- وادي الضيق
- وادي بدر
- وادي مسيمير
- وادي ذي غزال
- وادي الحدبان
- وادي امط
- وادي شقرا
- وادي الخشعة
- وادي حرجل
- وادي تنقد
- وادي السيل

## مميزاته
ويتميز الشفا بكثرة جباله الشاهقة التي تنحدر تدريجيًا نحو الشرق والشمال في حين تنحدر بشدة وبشكل عمودي أحيانًا باتجاه الغرب والجنوب الغربي أي باتجاه سهول تهامة ومن أشهرها جبل دكا ويبعد 28 كيلوا مترًا عن مدينة الطائف وجبل دكا وهو ثاني أعلى قمة في المملكة. وتكثر الأودية بين هذه الجبال وهي شديدة الخصوبة تكثر فيها الأشجار وتنتشر المزارع الخضراء وتنتج أفضل أنواع الفواكه والخضروات. مناخ الشفا معتدل يميل للبرودة صيفًا حيث تصل درجة الحرارة العظمى 31 والمتوسط اليومي 24 ودرجة الحرارة الصغرى 19 وشديد البرودة شتاءً وتصل درجة الحرارة العظمى بالشتاء 18 والمتوسط اليومي 11 ودرجة الحرارة الصغرى 4. وعادة ما يكون الضباب موجودًا بسبب ارتفاع المنطقة.

## قالوا عن الشفا
يقول المدير التنفيذي لجهاز السياحة الدكتور محمد قاري السيد:. انه نظرًا لكثرة تلك الأودية وخصوبة تربتها فإن من أهم الحرف في المنطقة الزراعة وهي تعتمد على الأمطار والمياه السطحية المتمثلة في حفر الآبار، ومن أهم المنتوجات الزراعية الرمان والعنب والتين (الحماط) والتين الشوكي ويسمى أيضًا بالبرشومي وتشتهر المنطقة بالورد الطائفي الذي يستخرج منه دهن الورد بعملية التقطير وهو من أجود وأغلى العطور في العالم إضافة إلى المنتوجات الزراعية فإن المنطقة تشتهر بتربية الأغنام والنحل فتنتج أجود أنواع العسل والذي هو شفاء كثيرٌ من الأمراض ومن أنواعه العسل الصيفي وعسل السدر وعسل الطلح كما تشتهر المنطقة بالسمن الشفوي وهو معروف ويعمل بنكهات مختلفة مثل السمن بالريحان والسمن بنكهة الضيمران وهي شجرة طيبة الطعم وزكية الرائحة تنبت في الأودية والجبال. وتتميز منطقة الشفا بالأجواء الصيفية الجميلة المعتدلة وتشتهر المنطقة بالسحب والضباب الكثيف الذي يضفي جمالًا وسحرًا على طبيعة المنطقة وتهطل الأمطار على المنطقة أواخر فصل الربيع وخلال فصل الصيف مما يزيد الجو جمالًا واعتدالا، فيزدحم الزوار للمنطقة من مناطق المملكة الأخرى ومن دول الخليج العربي والدول العربية. أما في فصل الشتاء فالأجواء باردة وقد تصل في بعض الأوقات إلى درجة التجمد.
ومن جهه أخرى يقول المؤرخ وا لباحث السياحي عيسى القصير:. تنتشر في منطقة الشفا العديد من الآثار والمواقع القديمة والتي تدل على عراقة هذه المنطقة وحضارتها التاريخية ومنها القلاع والحصون الأثرية والمنتشرة في كل قرية وهي تتوسط قرى قديمة حصينه جدًا مبنية من الحجر ويصل عرض جدرانها (المدماك) إلى مترين وتسقف بأخشاب العرعر المنتشرة في المنطقة «هذه الأشجار تعمر مئات السنين» وعادة تبنى الحصون في أعلى موقع يشرف على القرية وهي عبارة عن بناء مرتفع جدًا يشبه أبراج المراقبة في المطارات والمواني في وقتنا هذا وكان الغرض منها لمراقبة المنطقة المحيطة بكل قرية وذلك لحمايتها من اللصوص والسرقات ويلجأ إليها أوقات الحروب والغارات لمراقبة الأعداء، وفي كل حصن مكان مخصص لحفظ السلاح وعدة القتال، ويوجد فتحات صغيرة في أماكن مختلفة للمراقبة وإطلاق النار من خلالها عند الحاجة وأكثرها تكون مزينة بحجر المرو «حجر أبيض يكثر في المنطقة وهو شديد الصلابة» في علوها ومثل ذلك حصن وادي السيل المحرق وحصن وادي دحضة وحصون وادي تنقد وفي كل قرية حصن أو أكثر ويوجد في منطقة الشفا بعض السدود ومن أشهرها سد وادي عرضه (سد قريقير)، وسد اللصب ويقع شمال شرق سد عرضة كما يوجد سدود صغيرة منتشرة بين الوديان مثل سد ماسل وتكثر المشارب وهي قريبة من السدود إلاّ أنها تختلف في أن عملها مقصور على توجيه سيول الأمطار إلى المزارع والأودية عند الحاجة ثم توجيهه إلى المسايل (جمع مسيال) عند الاكتفاء عن الحاجة وتكثر بها ما يسمى بالقنوات المائية وهي ممر مائي من تحت المزارع تشبه العبارات في أيامنا هذه إلاّ أنها خاصة بالمياه الزائدة عن الحاجة تعمل على تصريفها إلى الخارج وهي عجيبة جدًا وللناظر إليها أن يرى مدى عراقة هذه المنطقة وتبنى القنوات من الأحجار الصلبة والملساء التي تتميز بها جبال المنطقة وتمر من تحت المزارع إلى موقع المسيال وتبنى بطريقة فنية بديعة تسمح للماء بالتسرب إلى داخلها ثم تصريفه للخارج وأشهرها يوجد في وادي القر بني عمر وبها الآبار السطحية في منطقة الشفا والتي قد يصل عمقها إلى 35م إلاّ أنه يوجد بها بصمة الفن المعمارية القديمة فهي مبنية من الأحجار وبطريقة عجيبة لا يتخيل الناظر إليها كيف أنها بنيت في ذلك الوقت وبتلك الطريقة وما هي الأدوات التي استخدمت ويوجد بالشفا جبال بها حفريات قديمة تنبئ باستخراج مواد أو معادن معينة ويقال أنها مادة تسمى بالنورة قديما، وهذا المعلم يتوسط وادي الحدبان ووادي الشعبة.